# Craigievar Castle
Craigievar Castle (schottisch-gälisch Creag(aidh) Mharr – „Fels von Mar“) ist eine schottische Turmburg mit Anfängen im 16. Jahrhundert an den nördlichen Ufern des schottischen Flusses Dee.

## Beschreibung
Craigievar Castle gilt als gelungenstes Beispiel einer schottischen Turmburg, die im Unterschied zur Turmhügelburg (Motte) nicht auf einem künstlichen Hügel angelegt ist. Auf einem relativ kleinen, L-förmigen Grundriss wurden drei Etagen angelegt. Der Hauptturm besitzt eine vierte Etage. Wendeltreppen stellen eine Verbindung zwischen den Etagen her. Kleine Erkertürme verzieren die Ecken. In den Mauerflächen zwischen diesen Türmchen wurden dekorative Maschikulis (Pechnasenreihen) angebracht, ein reiner Zierrat ohne jegliche Wehrfunktion. In der gesamten Bauweise spiegelt der Turm eine gelungene Verbindung zwischen französischen und schottischen Baustilen wider. Ein leicht rosa schimmernder Harlputz gibt der Burg ihr spezielles Aussehen.

## Literatur

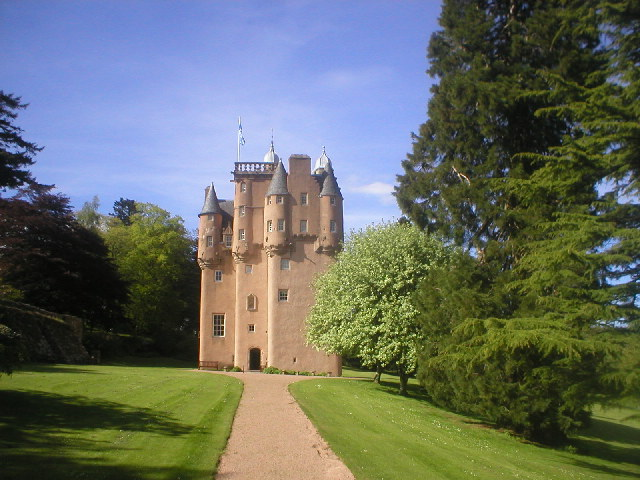
Sommersonne
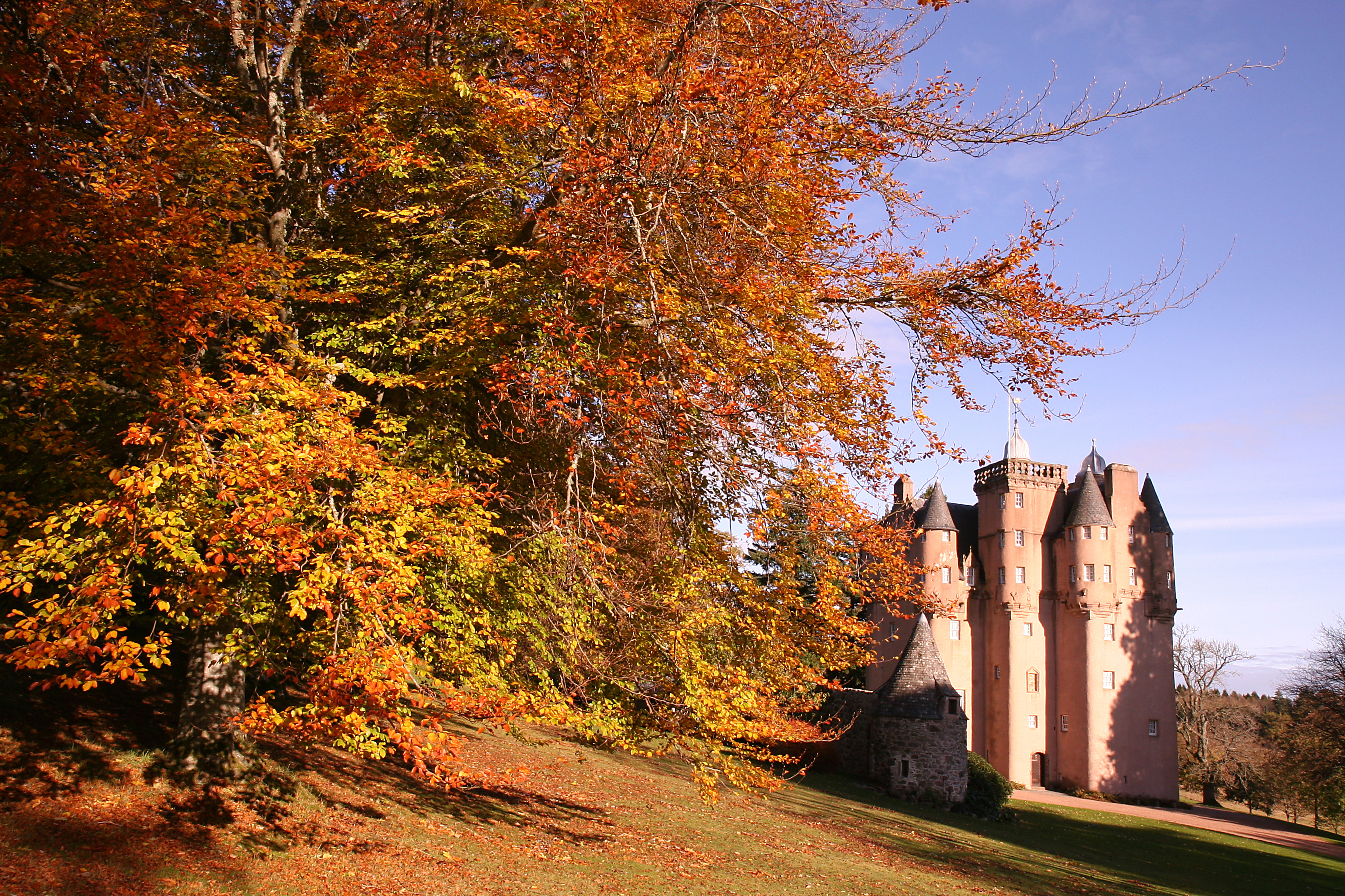
Im Herbst

## Geschichte
Die erste Erwähnung Craigievars datiert aus dem Jahr 1457. In einem Statut, das im Schloss aufbewahrt wird, ist als Eigentümer die Familie Mortimer eingetragen. Zum Ende des 16. Jahrhunderts begann der Bau der Burg, wie man sie heute sehen kann. Wegen finanzieller Schwierigkeiten musste die Familie Mortimer ihre Besitzungen verkaufen. Neuer Eigentümer war William Forbes, Bruder des Erzbischofs von Aberdeen. Forbes war Händler, und mit dem Erlös seiner Handelsmissionen finanzierte er den Bau des Schlosses. Über vierhundert Jahre lebte die Familie Forbes in Craigievar House. 1963 ging Craigievar in den Besitz des National Trust for Scotland über. Diese Stiftung beschäftigt sich mit dem Erhalt historischer Sehenswürdigkeiten in Schottland und öffnete Craigievar Castle für die Öffentlichkeit.
2019 wurde Craigievar Castle von rund 24.000 Personen besucht. 2022 betrug die Besucherzahl etwa 29.000 Menschen. 2023 betrug die Besucherzahl etwa 9.000 Personen. Diese Verringerung der Besucherzahlen lag daran, dass die Außenfassade der Burg erneuert wurde. 2024 betrug die Besucherzahl dann wieder etwa 33.000 Personen.
Craigievar Castle ist als Denkmal der höchsten Kategorie A eingestuft. Das Bauernhaus des Gutshofes ist ein Denkmal der Kategorie B. Die Remise ist hingegen als Kategorie-C-Bauwerk klassifiziert. Seit 1987 zählen die Außenanlagen zum Inventory of Gardens and Designed Landscapes in Scotland.